# Acanthostigma septoconstrictum
Acanthostigma septoconstrictum är en svampart som beskrevs av Promputtha & A.N. Mill. 2010. Acanthostigma septoconstrictum ingår i släktet Acanthostigma och familjen Tubeufiaceae.   Inga underarter finns listade i Catalogue of Life.